# برگسویکن
برگسویکن یک شهر کوچک است که بخش پیتیو شهرستان نوربوتن در کشور سوئد واقع شده است. جمعیت برگسویکن در پایان سال ۲۰۱۰ بالغ بر ۲٬۲۸۳ نفر بوده است.